# Colotrachelus
Colotrachelus is een geslacht van weekdieren uit de klasse van de Gastropoda (slakken).

## Soort
- Colotrachelus hestica B. A. Marshall, 1986